# Масюкевич Ганна Іванівна
Ганна Іванівна Масюкевич (Кошляченко) — українська художниця, майстриня петриківського розпису.
Сестра відомої майстрині петриківського розпису Надії Кондратюк.